# جامعة آزاد الإسلامية
جامعة آزاد الإسلامية (بالفارسية: دانشگاه آزاد اسلامی) جامعة شبه خاصة في إيران وإحدى أكبر الجامعات في العالم. تقع الجامعة في مدينة طهران وتعتبر سادس أكبر جامعة في العالم. أسسها وأنشأها أكبر هاشمي رفسنجاني ووافق وصادق عليها المجلس الأعلى للثورة الثقافية في عام 1982. يدرس بالجامعة ما يقارب من 1.3 مليون طالب.
اتخذت الجامعة شعار التعليم العالي للجميع على مر السنين. لها فرعان مستقلان و31 كلية حكومية في جميع أنحاء إيران وأربعة فروع في بلدان مثل الإمارات العربية المتحدة والمملكة المتحدة ولبنان وأفغانستان. تقدر أصولها بما يتراوح بين 20 و25 مليار دولار. اقترحت إنشاء الجامعة الإسلامية الافتراضية.

## التاريخ
في عام 1970، وقبل الثورة الإيرانية، تأسست جامعة آزاد الإيرانية تحت اسم جامعة إيران الحرة، لكنها أغلقت بسبب الثورة الثقافية الإيرانية.
صنفت جامعة آزاد الإسلامية فرع طهران بإيران في المركز السادس في قائمة أكبر الجامعات في العالم من حيث عدد الملتحقين بها. يرجع الفضل في تأسيسها إلى الرئيس الرابع للجمهورية الإيرانية الإسلامية، أكبر هاشمي رفسنجاني، وصدق عليها في عام 1982 من قبل المجلس الأعلى للثورة الثقافية. يتجاوز عدد المسجلين فيها مليون طالب.
لم تتوقف عملية التطوير سواء في المجال الأكاديمي وسبل التعلم والتعليم أو من حيث المساحة وعدد المباني منذ الإنشاء حتى أصبحت الآن واحدة من أكبر مؤسسات التعليم العالي على مستوى العالم. على مر السنين، وضعت جامعة آزاد الإسلامية التعليم العالي كهدف رئيسي لها فلها فرعين جامعيين مستقلين و31 فرعا حكوميا في جميع أنحاء إيران، وأربعة فروع في بلدان أخرى هي الإمارات العربية المتحدة والمملكة المتحدة ولبنان وأفغانستان. قدرت الأصول المتراكمة بالجامعة بحوالي من 20 إلى 25 مليار دولار.
سريعا ما توسعت أنشطة جامعة آزاد الإسلامية في جميع أنحاء العالم، حيث أصبح يلتحق بها الآلاف من الطلاب كل عام. لا تعتمد الجامعة على التمويل الحكومي فهى جامعة خيرية معتمدة على التبرعات الخيرية وتفرض الرسوم الدراسية.
الشهادات التي تصدر من جامعة آزاد معتمدة من وزارة العلوم والبحوث والتكنولوجيا ووزارة الصحة والتعليم الطبي. يتم القبول في الجامعة بعد اجتياز امتحان القبول الوطني الواسع الذي تنظمه المنظمة الوطنية الإيرانية للاختبارات التعليمية.

### جدل حول الوقف
قام المرشد الأعلى لإيران بإلاعلان عن أن الوقف المالي لجامعة آزاد غير شرعي وغير قانوني، مما أدى إلى التغيير في إدارة المؤسسة.

## الحوكمة
تدير جامعة آزاد الإسلامية 4 مجالس وهم:
- مجلسس المؤسسين
- مجلس الأمناء
- مجلس الإدارة
- مجلس رؤساء الجامعة

### مجلس المؤسسين
يتكون مجلس الإدارة من تسعة أشخاص، رئيس مجلس الإدارة علي أكبر ولايتي، وعبد الله الجاسبي، وعلي أكبر ناطق نوري، وحسن الخميني، ومحسن قمي، وعلي محمد نوريان، وحميد مرزاده.

### مجلس الأمناء
يتكون مجلس الأمناء من:
- ثلاثة أعضاء من هيئة التدريس المتفرغين أو المرتبطين بدرجة أعلى في الجامعات المعتمدة من قبل المجلس الأعلى للثورة الثقافية، وهم محمد مهدي طهرانشي، فرهاد رهبار، فريدون عزيزي.
- المجلس التأسيسي من علي أكبر ولايتي رئيس مجلس الإدارة وعبد الله الجاسبي وحسن الخميني ويكون من بينهم عضو واحد على الأقل من رجال الدين.
- وزراء العلوم والبحوث والتكنولوجيا والصحة والتعليم الطبي أو من يمثلهم.
- رئيس ممثل المرشد الأعلى في الجامعات أو نائبه
- رئيس الجامعة (سكرتير مجلس الإدارة)

### مجلس الإدارة
يترأس رئيس مجلس أمناء الجامعة إدارة الجامعة، بعد أن يوافق عليه المجلس الأعلى للثورة الثقافية ويعين لمدة أربع سنوات. تخضع جميع أحرم الجامعة لإدارته.

### الرؤساء

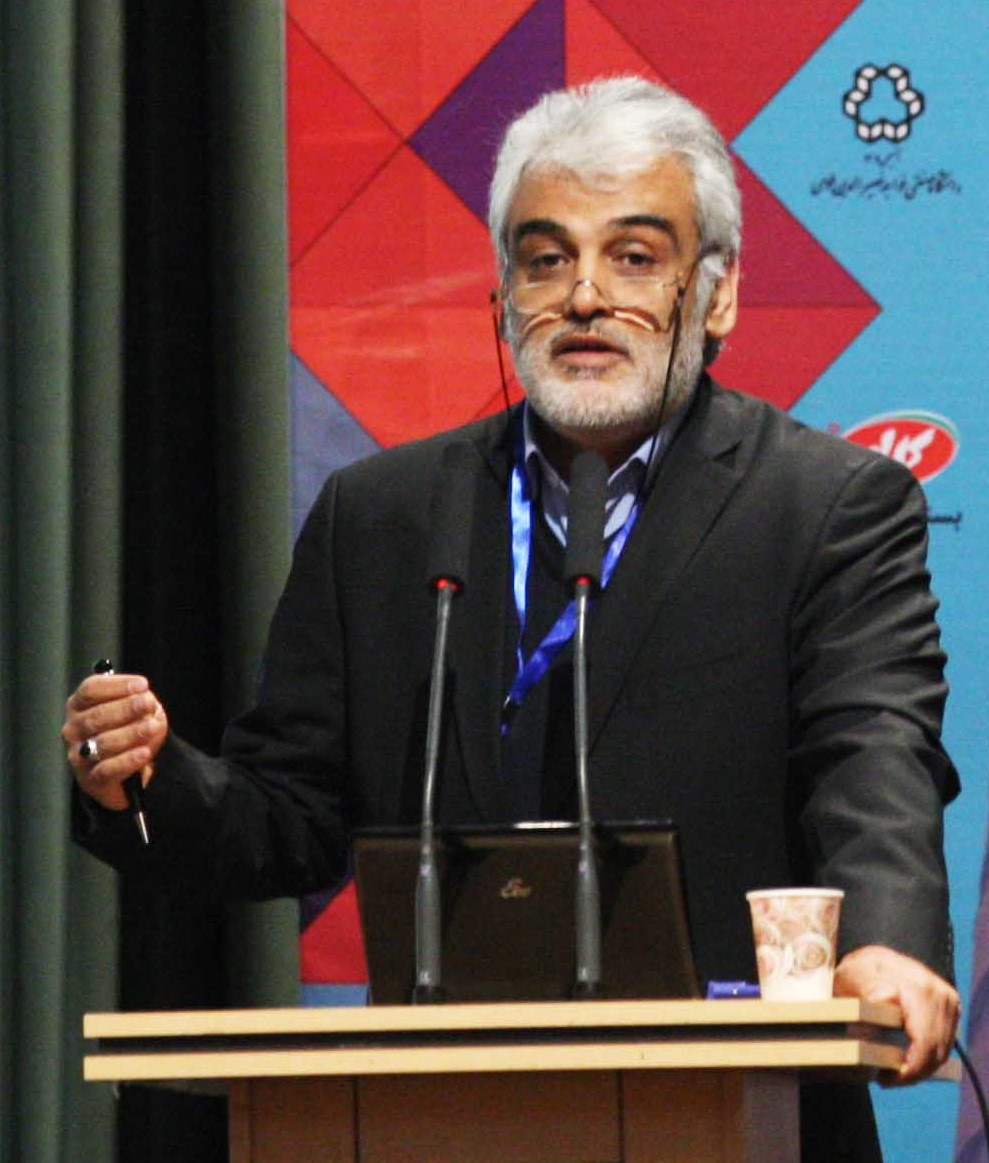
محمد مهدی طهرانچی الرئيس الحالي لجامعة آزاد الإسلامية

| الرئيس            | الفترة الزمنية | الجامعة الأم                     | التخصص                         |
| ----------------- | -------------- | -------------------------------- | ------------------------------ |
| عبدالله جاسبی     | 1982–2012      | جامعة أستون                      | الإدارة والهندسة الصناعية      |
| فرهاد دانشجو      | 2012–2013      | جامعة وستمنستر                   | الهندسة المدنية                |
| حمید میرزاده      | 2013–2017      | جامعة نيو ساوث ويلز              | هندسة البوليمر والمواد الحيوية |
| علي محمد نوريان   | 2017–2017      | جامعة ويلز                       | الهندسة الكهربية والفيزيائية   |
| فرهاد رهبر        | 2017–2018      | جامعة طهران                      | الإقتصاد النظري                |
| محمد مهدی طهرانچی | 2018–الأن      | معهد موسكو للفيزياء والتكنولوجيا | الفيزياء النووية               |

## التنظيم والإدارة
التنظيم المركزي (نظام الجامعة):
- نائب رئيس الجامعة للشؤون الأكاديمية والدراسات العليا.
- نائب رئيس الجامعة للأبحاث والتكنولوجيا والابتكار.
- نائب رئيس الجامعة للشؤون الطلابية والثقافية.
- نائب رئيس الجامعة للتطوير وإدارة الموارد (الشؤون المالية والإدارية).
- نائب رئيس الجامعة للشؤون الدولية والطلاب غير الإيرانيين.
- نائب رئيس الجامعة للعلوم والهندسة والزراعة.
- نائب رئيس الجامعة للعلوم الطبية.
- نائب رئيس الجامعة للعلوم الإنسانية والفنون.
- نائب رئيس الرئاسة للشؤون البرلمانية والعلاقات الاجتماعية.
- نائب رئيس الرئاسة للتعليم العام والتدريب على المهارات (مؤسسة سما).
- معهد البحوث المركزي.
- حديقة العلوم والتكنولوجيا.
- مركز القبول.
- مركز مجلس الأمناء الإقليمي.
- مركز تدقيق مجلس الأمناء.
- مركز الإنشاءات والعقار.
- مركز المراقبة والتفتيش والشكاوي.
- معهد السياسات للدراسات الاستراتيجية.
- مكتب القانون.
- المركز الثقافي للإمام الخميني والثورة الإسلامية.
- المجلس الاستراتيجي للموهوبات.
- مجلس الاقتصاد والتمويل القائم على المعرفة.
- إدارة الشهداء والمحاربين القدامى.
- عمولة التداول.

## الفروع والحرم الجامعي
تمتلك جامعة آزاد الإسلامية فرعين أساسيين مستقلين و31 فرع جامعي حكومي بالإضافة إلي 400 حرم جامعي ومركز أبحاث في إيران، تمتلك أيضا 4 فروع في الخارج، بالإضافة إلى مجموعة من المستشفيات والمختبرات وورش العمل والمرافق الرياضية والمناطق الترفيهية. أصبحت جامعة آزاد تقبل طلاب دوليين لا تكتفي بالطلاب المحليين فقط. هناك 621 مدرسة ثانوية تحت مسمى سما تابعة للجامعة، إلى جانب 124 كلية فنية ومهنية. وهي الجامعة الأكثر تميزا وشهرة والأعلى مرتبة والأكثر تقدما في العلوم والبحوث في وسط طهران.
تقع مسئولية إداراة جميع هذه الجامعات على مجلس الأمناء. 
| الفرع                                   | النوع          | التأسيس | عدد الطلاب |
| --------------------------------------- | -------------- | ------- | ---------- |
| كلية العلوم والبحوث، طهران              | مستقلة بالكامل | 1984    | ~ 50,000   |
| جامعة آزاد الإسلامية، نجف أباد          | مستقلة بالكامل | 1985    | ~ 25,000   |
| جامعة آزاد الإسلامية، فرع طهران المركزي | مستقلة         | 1982    | ~ 50,000   |
| جامعة آزاد الإسلامية، فرع جنوب طهران    | مستقلة         | 1985    | ~ 35,000   |
| جامعة آزاد الإسلامية، فرع شمال طهران    | مستقلة         | 1985    | ~ 30,000   |
| جامعة آزاد الإسلامية، كلية طهران للطب   | مستقلة         | 1985    | ~ 15,000   |
| جامعة آزاد الإسلامية، فرع كرج           | مستقلة         | 1984    | ~ 35,000   |
| جامعة آزاد الإسلامية فرع تبريز          | مستقلة         | 1982    | ~ 21,000   |
| جامعة آزاد الإسلامية، قزوين             | مستقلة         | 1992    | ~ 28,000   |
| جامعة آزاد الإسلامية فرع مشهد           | مستقلة         | 1982    | ~ 30,000   |
| جامعة آزاد الإسلامية، فرع أصفهان        | مستقلة         | 1983    | ~ 15,000   |

### الحرم الجامعي في مدينة طهران
| الفرع                                         | النوع                           | التأسيس |
| --------------------------------------------- | ------------------------------- | ------- |
| المبنى الإداري                                | إدارة الجامعة                   | 1982    |
| كلية العلوم والبحوث، طهران                    | مستقلة                          | 1984    |
| جامعة آزاد الإسلامية، طهران                   | مستقلة                          | 1982    |
| جامعة آزاد الإسلامية، فرع جنوب طهران          | مستقلة                          | 1985    |
| جامعة آزاد الإسلامية، فرع شمال طهران          | مستقلة                          | 1985    |
| جامعة آزاد الإسلامية، فرع غرب طهران           | جيد                             | 1994    |
| جامعة آزاد الإسلامية، فرع شرق طهران           | جيد جدا                         | 2001    |
| جامعة آزاد الإسلامية، كلية طهران للطب         | الطب، الأسنان، الصيدلة، الأحياء | 1985    |
| جامعة آزاد الإسلامية، كلية هندسة الإلكترونيات | صغيرة                           | 2008    |

### معاهد لمدة عامين
تمتلك الجامعة سلطة نائب رئيس معهد سما للتعليم العام والتدريب على المهارات، تبلغ مدة الدراسة فيه عامين:
- كلية سما التقنية والمهنية

### المؤسسات التعليمية
تمتلك الجامعة سلطة نائب رئيس مؤسسة سما للتعليم العام والتدريب على المهارات:
- مدارس سما (المدارس الابتدائية والثانوية والمدارس الابتدائية والمدارس المتوسطة والثانوية والجامعية الإعدادية)
- مدارس تدريب المهارات

### الفروع الخارجية
في عام 2004، تأسست جامعة آزاد في ضواحي مدينة أكسفورد في المملكة المتحدة، لدعم أنشطة التعاون الدولي للاتحاد الدولي للكيمياء البحتة والتطبيقية من خلال ربطها بالجامعات ومراكز الأبحاث في المملكة المتحدة. تقدم الجامعة في أكسفورد خدمات للطلاب والعاملين في الاتحاد الدولي للكيمياء البحتة والتطبيقية، بالإضافة إلى الطلاب والمنظمات الأخرى في جميع أنحاء العالم.
في عام 1995، تم افتتاح فرع في مدينة دبي بالإمارات العربية المتحدة.

### مكاتب دولية
تمتلك جامعة آزاد الإسلامية مكاتب دولية في روسيا وإيطاليا وألمانيا والمملكة المتحدة والإمارات العربية المتحدة ولبنان وأفغانستان.

### الجامعات الحكومية
يوجد لدى جامعة آزاد الإسلامية 31 جامعة حكومية منتشرة في جميع أنحاء محافظات إيران هي:
- جامعة آزاد الإسلامية في محافظة البرز
- جامعة آزاد الإسلامية في محافظة أردبيل
- جامعة آزاد الإسلامية في  مقاطعة أذربيجان الشرقية
- جامعة آزاد الإسلامية في مقاطعة أذربيجان الغربية
- جامعة آزاد الإسلامية في محافظة بوشهر
- جامعة آزاد الإسلامية في محافظة شهار محال وبختياري
- جامعة آزاد الإسلامية في محافظة فارس
- جامعة آزاد الإسلامية في مقاطعة جيلان
- جامعة آزاد الإسلامية في مقاطعة كلستان
- جامعة آزاد الإسلامية في محافظة همدان
- جامعة آزاد الإسلامية في محافظة هرمزجان
- جامعة آزاد الإسلامية في محافظة إيلام
- جامعة آزاد الإسلامية في محافظة أصفهان
- جامعة آزاد الإسلامية في محافظة كرمان
- جامعة آزاد الإسلامية في محافظة كرمانشاه
- جامعة آزاد الإسلامية بمحافظة شمال خراسان
- جامعة آزاد الإسلامية بمحافظة رضوي خراسان
- جامعة آزاد الإسلامية بمحافظة جنوب خراسان
- جامعة آزاد الإسلامية بمحافظة خوزستان
- جامعة آزاد الإسلامية في مقاطعة بوير أحمد
- جامعة آزاد الإسلامية في إقليم كردستان
- جامعة آزاد الإسلامية في محافظة لرستان
- جامعة آزاد الإسلامية بالمحافظة المركزية
- جامعة آزاد الإسلامية في محافظة مازندران
- جامعة آزاد الإسلامية في محافظة قزوين
- جامعة آزاد الإسلامية في محافظة قم
- جامعة آزاد الإسلامية في محافظة سمنان
- جامعة آزاد الإسلامية في سيستان ومقاطعة بلوشستان
- جامعة آزاد الإسلامية في محافظة طهران
- جامعة آزاد الإسلامية في محافظة يزد
- جامعة آزاد الإسلامية في محافظة زنجان

## القبول
تقبل الجامعة ما يقرب من 350,000 طالب سنويا. يقدم منهم ما يقر من 10,000 طالب على درجة دكتوراه و2,000 على درجة الدكتوراه المهنية وطب و38,000 على درجة الماجستير و250,000 على درجة البكالوريوس و50,000 على درجة مساعد بحثي.

### توزيع الطلاب
في العام الدراسي 2019-2020:
| مجال الدراسة          | النسبة المئوية |
| --------------------- | -------------- |
| الهندسة               | 40%            |
| العلوم الإنسانية      | 44.11%         |
| الفنون                | 6.84%          |
| العلوم                | 2.68%          |
| الزراعة والطب البيطري | 1.41%          |
| علوم الطب             | 4.96%          |
| الإجمالي              | 100%           |

### التسجيل
في العام الدراسي 2015-2016
- الزراعة: 42,113 طالب
- الطب:  70,143 طالب
- العلوم: 82,894 طالب
- الفن: 108,432 طالب
- الهندسة: 594,767 طالب
- العلوم الإنسانية: 723,460 طالب

الإجمالي 1,621,809 طالب
- درجة الزمالة: 295,035
- درجة البكالوريوس: 832,512
- درجة الماجستير: 446,475
- درجة الدكتوراه المهنية: 15,751
- الدكتوراه: 32,036

الإجمالي: 1,621,809

### توزيع الخريجين
في العام الدراسي 2014-2015:
| مجال الدراسة      | النسبة المئوية |
| ----------------- | -------------- |
| الهندسة           | 43.54%         |
| العلوم الإنسانية  | 40.71%         |
| الفنون            | 4.99%          |
| العلوم            | 5.47%          |
| الزراعة وطب بيطري | 4.64%          |
| الصيدلة           | 0.65%          |
| الإجمالي          | 100%           |

| درجة الدراسة         | النسبة |
| -------------------- | ------ |
| درجة الدبلوم الجامعي | 25.97% |
| البكالوريوس          | 64.76% |
| الماجستير            | 9.08%  |
| دكتوراه في الفلسفة   | 0.13%  |
| دكتوراه في الطب      | 0.06%  |
| الإجمالي             | 100%   |

## المراكز طبية
تدير جامعة آزاد الإسلامية العديد من المراكز الطبية، فهي على سبيل المثال:
- تدير 95 فرعا في العلوم الطبية
- يعمل بها ما يقرب من 1,998 شخص من أعضاء هيئة التدريس بدوام كامل
- مسجل بهم 95,825 طالب وطالبة
- 59 تخصص في مستويات مختلفة

لدى جامعة آزاد الإسلامية ما يزيد عن 1,500 سرير في 11 مستشفى في إيران تستخدم لحاجة المرضى، يوجد أيضا 1,000 سرير آخر تحت الموافقة. يعمل كل مركز طبي كموقع تعليمي أساسي لكلية الطب في الحرم الجامعي:
- مستشفى فرهيختكان في طهران بإيران
- مستشفى بو علي (ابن سينا) في طهران بإيران
- مستشفى أمير المؤمنين في طهران بإيران
- مستشفى جواهري في طهران بإيران
- 22 مستشفى بهام في مشهد بإيران
- مستشفى أريا في مشهد بإيران
- مستشفى يزد
- مستشفى خاتم الأنبياء
- مستشفى رازيس
- مستشفى كاتلم

## الترتيب

### تصنيفيو إس نيوز آند وورد ريبورت
تصنيف أفضل الجامعات العالمية لعام 2021
- الترتيب العالمي: 445
- الترتيب الإقليمي في آسيا: 72
- ترتيب الدولة: 2

ترتيب التخصصات
- العلوم والزراعة: 117
- علم الأحياء والكيمياء الحيوية:  441
- التكنولوجيا الحيوية والأحياء الدقيقة التطبيقية: 176
- الهندسة الكيميائية: 29
- الكيمياء: 110
- الهندسة المدنية: 23
- الطب السريري: 725
- علم الحاسوب: 193
- الهندسة الكهربائية والإلكترونية: 105
- الطاقة والوقود: 39
- الهندسة: 47
- علم البيئة: 373
- علم المواد: 232
- الرياضيات: 31
- الهندسة الميكانيكية: 1
- علم النانو وتقنية النانو: 204
- الفيزياء: 228
- علم النبات والحيوان: 397

تصنيف أفضل الجامعات العالمية لعام 2020
- الترتيب العالمي: 454
- الترتيب الإقليمي في آسيا: 69
- ترتيب الدولة: 2

ترتيب الموضوع
- العلوم الزراعية: 84
- علم الأحياء والكيمياء الحيوية: 466
- الكيمياء: 121
- الهندسة المدنية: 35
- علوم الكمبيوتر: 110
- الهندسة الكهربائية والإلكترونية: 93
- الهندسة: 44
- علم المواد: 225
- الرياضيات: 29
- الهندسة الميكانيكية: 5
- الفيزياء: 235
- علم النبات والحيوان: 432

تصنيف أفضل الجامعات العالمية لعام 2018
- الترتيب العالمي: 497
- الترتيب الإقليمي في آسيا: 76
- ترتيب الدولة: 2

ترتيب الموضوع
- العلوم الزراعية: 132
- الكيمياء: 136
- علوم الكمبيوتر: 119
- الهندسة: 38
- علم المواد: 104
- الرياضيات: 21
- فيزياء: 369

### تصنيفات مجلة سكلماجو
- عام 2013، الترتيب الدولي 87، المرتبة الوطنية 1، الترتيب الإقليمي 1.
- عام 2012، الترتيب الدولي 231، المرتبة الوطنية 1، الترتيب الإقليمي 2.

### تصنيف السي دبليو تي إس ليدن
عام 2014، الترتيب العالمي 252، ترتيب الدولة 11، الترتيب الإقليمي 194.

### تصنيف الجامعات حسب الأداء الأكاديمي يو أر أيه بي
- عام 2013، التصنيف العالمي 161، ترتيب الدولة 1، الترتيب الإقليمي 25.
- عام 2012، الترتيب العالمي 226، ترتيب الدولة 2، الترتيب الإقليمي 34.

### تصنيفات مركز الدراسات الدولي
- أفضل 10 فروع لجامعة آزاد الإسلامية في عام 2010
- أفضل 10 فروع لجامعة آزاد الإسلامية في عام 2011
- أفضل 10 فروع لجامعة آزاد الإسلامية في عام 2012

### تصنيفات قاعدة بيانات اقتباس علوم العالم الإسلامي
تصنيفات قاعدة بيانات اقتباس علوم العالم الإسلامي:
| المركز | الفرع                                    | الدرجة |
| ------ | ---------------------------------------- | ------ |
| 1      | جامعة آزاد الإسلامية فرع تبريز           | 4.27   |
| 2      | جامعة آزاد الإسلامية فرع مشهد            | 3.51   |
| 3      | جامعة آزاد الإسلامية، فرع طهران المركزي  | 3.06   |
| 4      | جامعة آزاد الإسلامية، فرع كرج            | 2.61   |
| 5      | جامعة آزاد الإسلامية، فرع طهران الشمالية | 2.48   |
| 6      | جامعة آزاد الإسلامية، نجف أباد           | 1.37   |
| 7      | جامعة آزاد الإسلامية، فرع أصفهان         | 1.35   |
| 8      | جامعة آزاد الإسلامية، فرع شهركرد         | 1.30   |
| 9      | جامعة آزاد الإسلامية، فرع قوتشان         | 1.26   |
| 10     | جامعة آزاد الإسلامية، فرع أردبيل         | 1.19   |

| المركز | الفرع                                    | الدرجة    |
| ------ | ---------------------------------------- | --------- |
| 1      | كلية العلوم والبحوث، طهران               | 100       |
| 2      | جامعة آزاد الإسلامية، مشهد               | 23.75     |
| 3      | جامعة آزاد الإسلامية، فرع كرج            | 18.53     |
| 4      | جامعة آزاد الإسلامية، فرع طهران الجنوبية | 18.21     |
| 5      | جامعة آزاد الإسلامية، فرع أصفهان         | 13.5      |
| 6      | جامعة آزاد الإسلامية، فرع طهران الشمالية | غير معلوم |
| 7      | جامعة آزاد الإسلامية، نجف أباد           | غير معلوم |
| 8      | جامعة آزاد الإسلامية، قزوين              | غير معلوم |
| 9      | جامعة آزاد الإسلامية، فرع طهران المركزي  | غير معلوم |
| 10     | جامعة آزاد الإسلامية، يزد                | غير معلوم |

| المركز | الفرع                                    | الدرجة |
| ------ | ---------------------------------------- | ------ |
| 1      | كلية العلوم والبحوث، طهران               | 100    |
| 2      | جامعة آزاد الإسلامية، فرع كرج            | 99.85  |
| 3      | جامعة آزاد الإسلامية، مشهد               | 99.58  |
| 4      | جامعة آزاد الإسلامية فرع تبريز           | 99.33  |
| 5      | جامعة آزاد الإسلامية، فرع أصفهان         | 98.58  |
| 6      | جامعة آزاد الإسلامية، فرع أراك           | 96.82  |
| 7      | جامعة آزاد الإسلامية، فرع طهران الشمالية | 95.51  |
| 8      | جامعة آزاد الإسلامية، فرع ساوة           | 95.10  |
| 9      | جامعة آزاد الإسلامية، فرع شهرضا          | 94.58  |
| 10     | جامعة آزاد الإسلامية، فرع طهران الجنوبية | 94.06  |

## المعرض

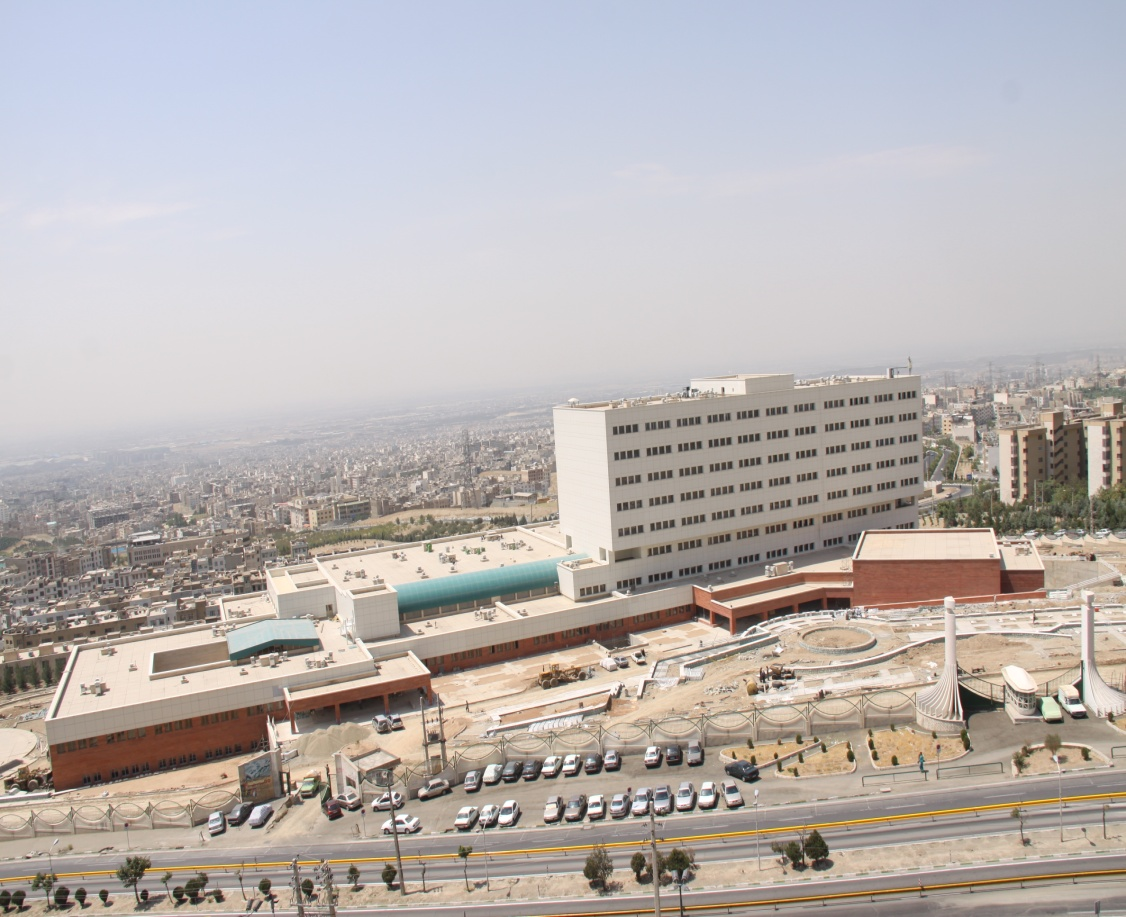
كلية العلوم والبحوث، طهران
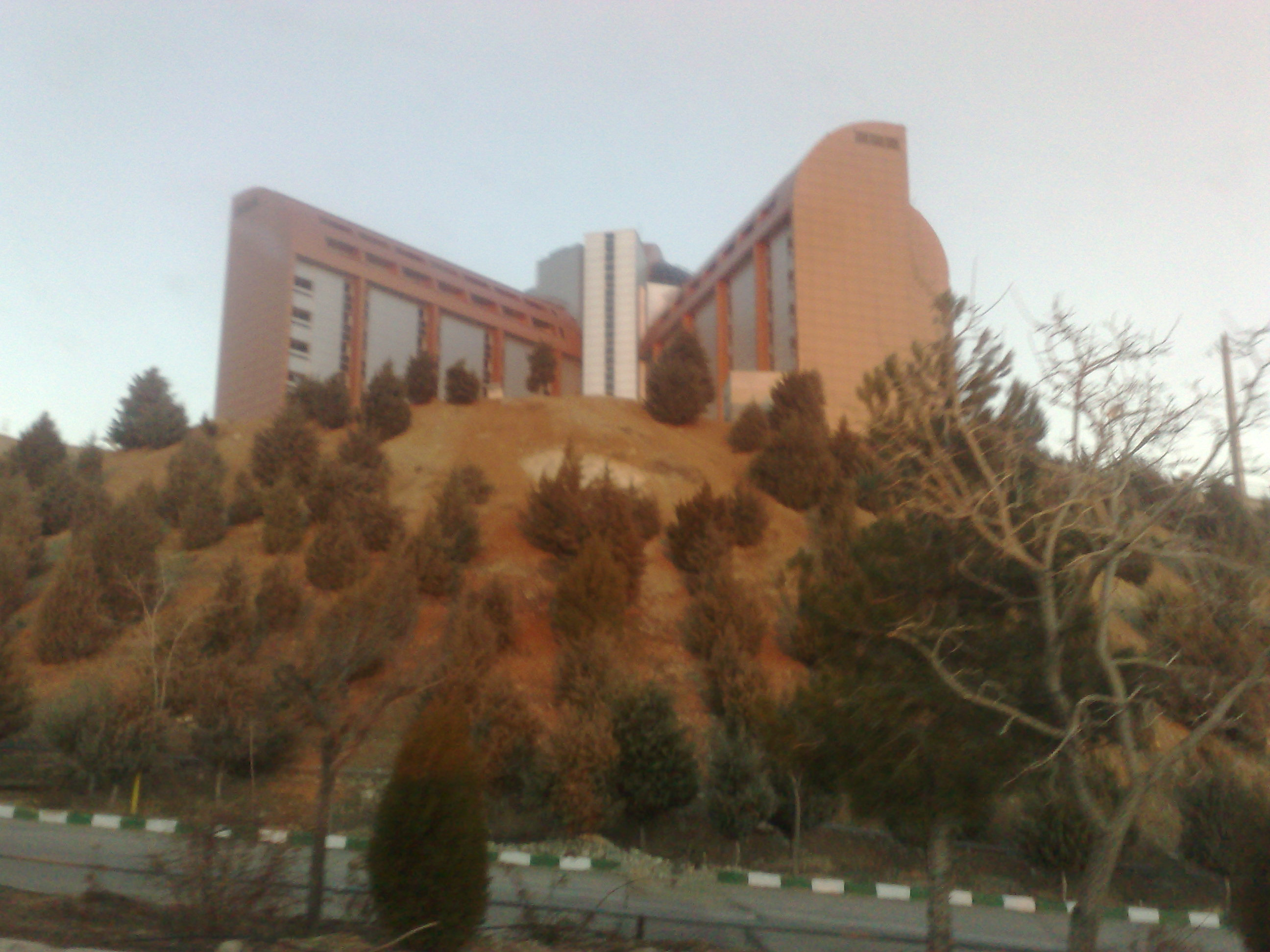
كلية العلوم والبحوث، طهران
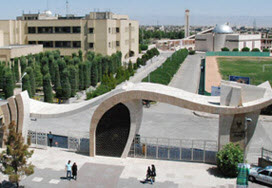
جامعة آزاد الإسلامية، مشهد
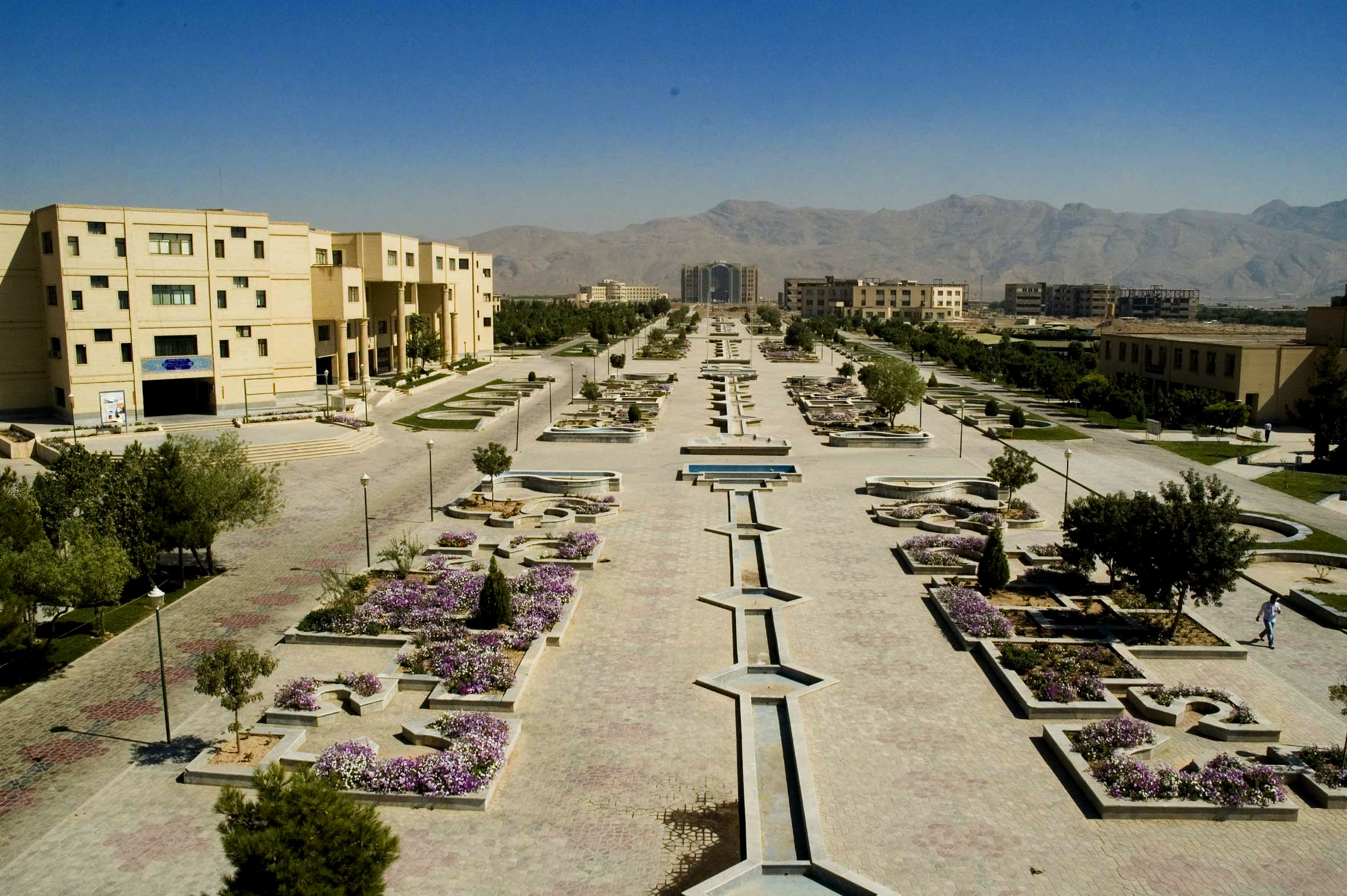
جامعة آزاد الإسلامية، نجف أباد
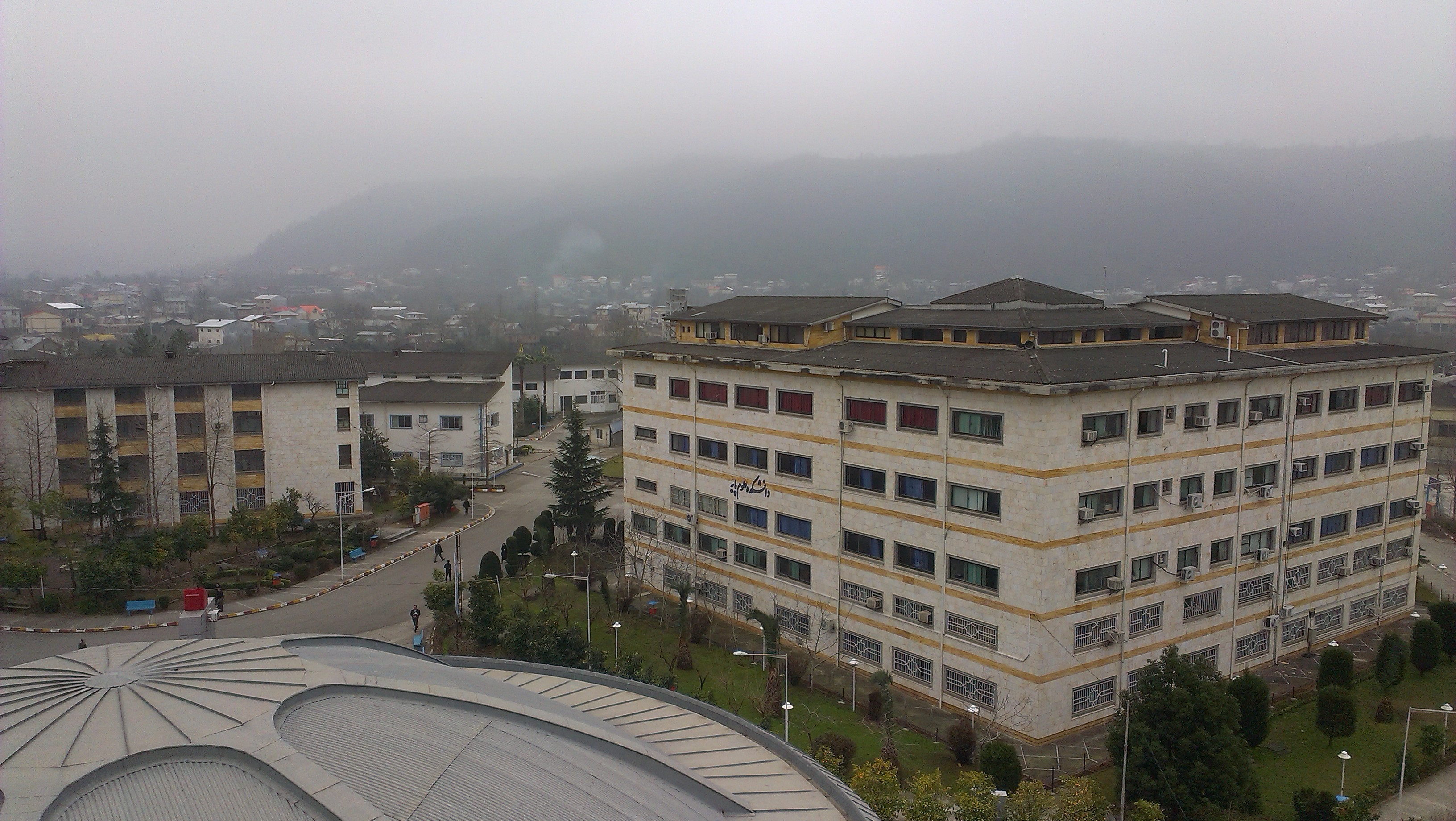
جامعة آزاد الإسلامية، لاهيجان
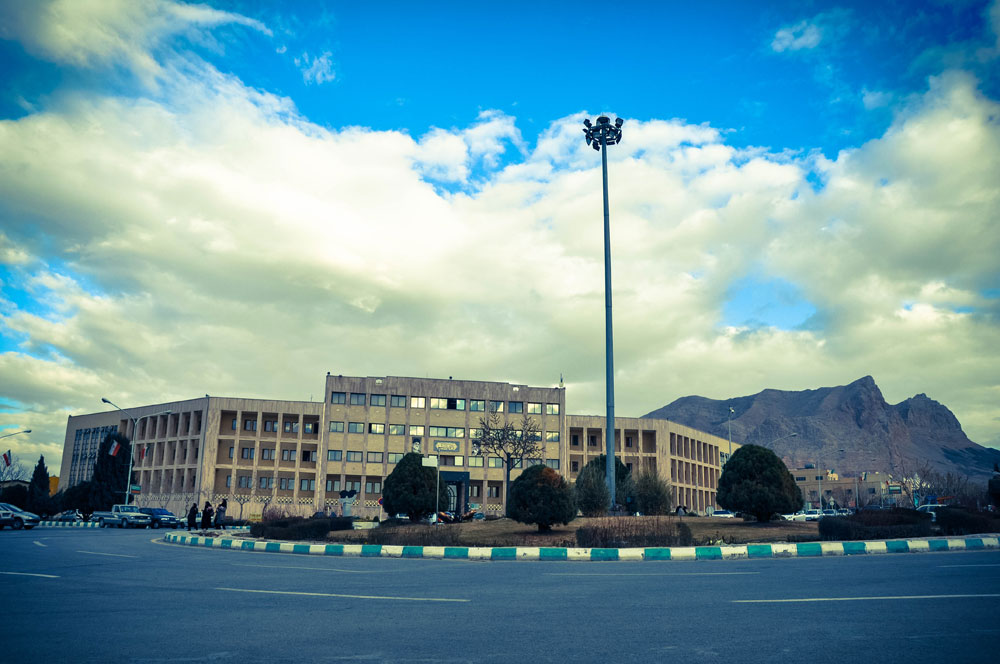
جامعة آزاد الإسلامية، أصفهان
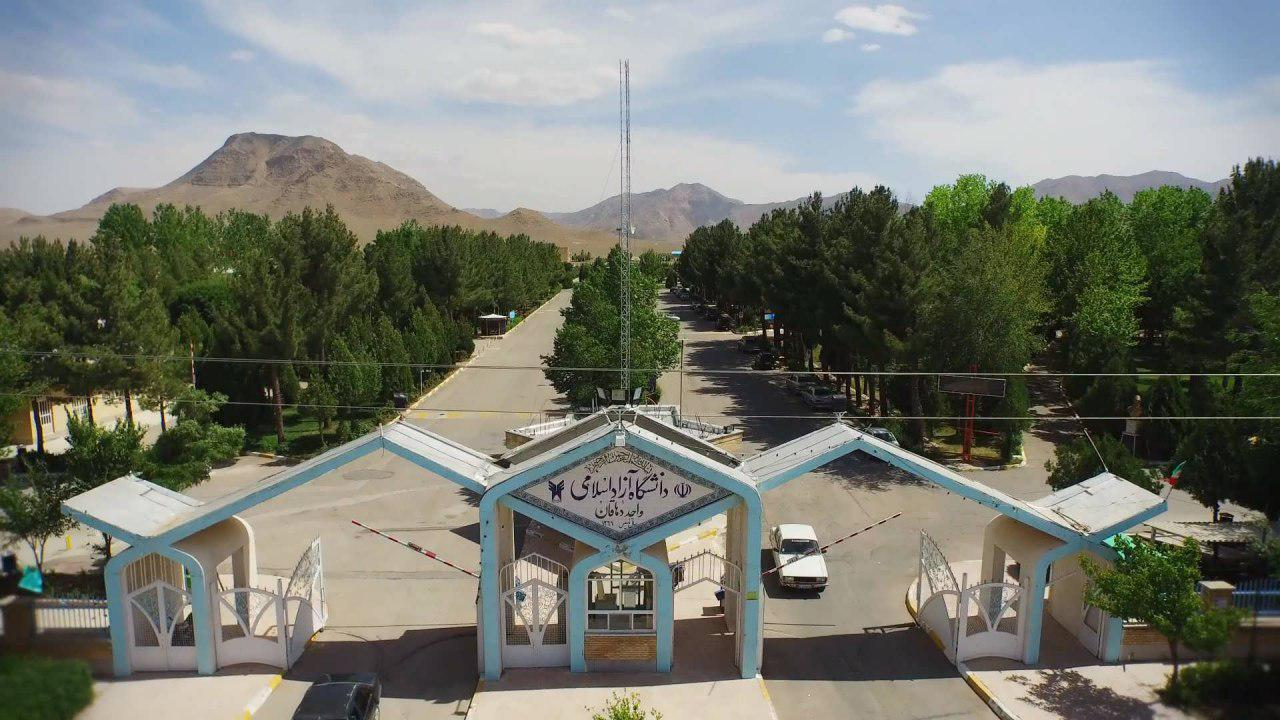
دحقان

## وصلات خارجية
- الموقع الرسمي لجامعة آزاد الإسلامية نسخة محفوظة 31 مارس 2021 على موقع واي باك مشين.- باللغة الفارسية.
- أشهر خريجي جامعة آزاد الإسلامية- باللغة الفارسية.